# Chants des mers du sud
Pour plus de détails, voir Fiche technique et Distribution.
Chants des mers du sud (Песни южных морей, Pesni yuzhnykh morey) est un film kazakh réalisé par Marat Sarulu, sorti en 2008.

## Synopsis
Ivan et sa femme Anna sont Russes, Assan et sa femme sont Kazakhs. Ils sont voisins dans un petit village du Kazakhstan. Quand Anna donne naissance à un enfant brun aux yeux quelque peu bridés, Ivan la suspecte de l'avoir trompé avec Assan. Le soupçon empoisonne la vie de ces deux couples pendant des années. Ivan est méprisé par la famille d'Anna, de vrais Cosaques. Assan et Ivan disparaissent : l'un va dans les steppes, l'autre chez son grand-père qui pourra lui raconter l'histoire familiale. Ils reviendront de ce voyage après avoir entendu les chants des mers du sud leur apporter l'apaisement. Dans une région de brassage et de contacts, ce sont des histoires bien plus profondes et anciennes qui expliquent les apparences.
Et si l'humanité primait sur les classifications ethniques ou religieuses ? 

## Fiche technique
- Titre : Chants des mers du sud
- Titre original : Песни южных морей (Pesni yuzhnykh morey)
- Réalisation : Marat Sarulu
- Scénario : Marat Sarulu
- Production : Firm Kino, RohlFilm, Kinoproba, Arizona Films
- Photographie : Giorgi Beridze
- Musique : Audrey Siegle
- Son : Jorg Theil
- Montage : Karl Riedl
- Pays :  Russie,  France,  Allemagne et  Kazakhstan
- Format : 35 mm
- Durée : 82 minutes
- Dates de sortie :
  -  France : 2008 (festival des trois continents), 17 février 2010

## Distribution
- Vladimir Yavorsky
- Dzaidarbek Kunguzhinov
- Irina Agejkina
- Ajzhan Ajtenova